# کوبارا
کوبارا (انگلیسی: Cubará)یک منطقه مسکونی در کشور کلمبیا است.